# Telopea aspera
Espèce
Classification phylogénétique
Telopea aspera est une espèce de plantes à fleurs de la famille des Proteaceae. C'est un grand arbuste endémique à la Nouvelle-Angleterre en Nouvelle-Galles du Sud en Australie. Il a d'abord été décrit par les botanistes Peter Weston et Mike Crisp en 1995 le distinguant de Telopea speciosissima tout proche par son feuillage rugueux et son habitat plus sec.

## Description
C'est un grand arbuste au port dressé atteignant jusqu'à 3 ou 4 mètres de hauteur avec une ou plusieurs tiges partant du pied. Il a des feuilles vert terne qui sont alternes, et sont plus grossièrement dentées que son proche parent du sud. Les inflorescences, qui apparaissent au printemps, sont grandes et de couleur pourpre. Elles se composent d'une grande coupole entourée par des bractées. Elles sont suivies par de grandes gousses qui, en murissant, finissent par brunir et se fendre, révélant des graines ailées à l'intérieur.